# ČSAD SVT Praha
ČSAD SVT Praha, s.r.o. (dříve ČSAD Služby výpočetní techniky Praha) je firma, která se zabývá informatikou, zejména vývojem softwaru pro řízení dopravních společností nebo dopravy. Sídlí v Praze, po většinu doby své existence v areálu Ústředního autobusového nádraží Florenc.[zdroj?] Společnost vznikla v roce 1992, ale její historie sahá až k roku 1978. Mezi její nejznámější produkty patří systém pro prodej autobusových místenek AMSBUS. Několik let společnost připravovala a zajišťovala tisk krajských jízdních řádů autobusové dopravy pro Středočeský kraj. Od roku 2001 provozuje webový portál BUSportál.cz, který poskytuje informace zejména o autobusové dopravě, a prostřednictvím slovenské dceřiné společnosti i jeho slovenskou verzi. Od února 2008 byla společnost ve vlastnictví sedmi fyzických osob. 10. června 2010 se vlastníkem společnosti ČSAD SVT Praha s. r. o. stala společnost CHAPS, kterou v té době spoluvlastnili Peter Chlebničan a olomoucká společnost OLTIS Group, v říjnu 2017 se vlastníkem CHAPSu stala společnost ČD Informační systémy, dceřiná společnost Českých drah.

## Historie
Za prvního přímého předchůdce tohoto pracoviště je považován Závod výpočetní techniky, který vznikl v roce 1978 jako součást středočeského krajského národního podniku ČSAD (v letech 1989 a 1990 státního podniku), tedy ČSAD KNV Praha.
Při zániku a transformaci tohoto krajského státního dopravce byl dosavadní Závod výpočetní techniky vyčleněn k začátku roku 1991 jako samostatný státní podnik ČSAD Služby výpočetní techniky Praha. K 1. červenci 1994 se na základě privatizačního projektu přeměnil ve společnost s ručením omezeným.
Do obchodního rejstříku byla společnost "ČSAD Služby výpočetní techniky Praha" zapsána 7. srpna 1992 (uvozovky byly součástí schváleného názvu), od 1. července 1994 byla přejmenována na "ČSAD Služby výpočetní techniky Praha", spol. s r.o. a od 25. listopadu 1996 na ČSAD SVT Praha, s.r.o.
V letech 1997–2007 měl podnik pobočku v Plzni. Od roku 2007 má pobočku v Brně.
Od roku 2003 má pro působení na Slovensku vlastní dceřinou společnost SVT Slovakia s.r.o.
ČSAD SVT byl od roku 1994 i společníkem ve společnosti MYPOL, "v.o.s.", která dodával odbavovací a informační systém například pro Pražskou integrovanou dopravu a ostravskou městskou dopravu, ale i do Santiaga de Chile.
Společnost je členem ADSSS Středních Čech, Svazu dopravní telematiky, Svazu zaměstnavatelů dopravy a průmyslu a Nadace Jana Pernera.

## Produkty a činnost
V počátcích působení v rámci ČSAD KNV Praha závod vyvíjel automatizované systémy řízení (ASŘ) pro tento národní, později státní podnik, zpočátku zejména systém řízení nákladní dopravy, a asi 10 let tento systém provozoval. Později ČSAD STV dodával různým dopravcům systémy pro řízení dopravy, evidenci vozidel a pohonných hmot, opravárenství, personální, mzdovou a ekonomickou agendu atd., zákazníky byly i Dopravní podnik hl. m. Prahy, o. z. Autobusy, Národní divadlo v Praze, Bohemia Ticket International Praha nebo Pražská paroplavební společnost.
Jedním z produktů byl Obchodně skladový systém (OSS), který užíval zejména podnik ČSAD TZS Praha a.s. (technické a zásobovací služby, později TEZAS a.s.).
Informační systém ADONIS byl určen pro komplexní řízení dopravních společností. Pracoval pod operačním systémem Unix s databázovým systémem Informix. K nejvýznamnějším uživatelům patřily firmy ČETRANS holding, Westtransport, Anexia, Connex Praha a další dopravní společnosti.
Spediční informační systém C-Sped byl vyvinut ve spolupráci s německou firmou M.L.C. Uživatelem byla největší česká spediční společnost SCANSPED Liberec, jakožto vzorový projekt byl částečně financován z prostředků PHARE.
Speciální zakázkou byl informační systém pro ČESMAD BOHEMIA pro evidenci přepravy TIR a distribuci přepravních povolení, s 60 terminály. ČSAD SVT dodalo i systém pro skladové hospodářství a catering ČSA.
Informační systém od ČSAD SVT Praha používal po dobu 12 let Rejstřík trestů ČR pro zpracování trestních listů.
Místenkový systém AMSBUS (původně AMS, tj. automatizovaný místenkový systém) byl zprovozněn roku 1983 a funguje po mnoha zásadních zdokonaleních dosud.[kdy?] V roce 2008 do něj byki zapojeno asi 350 terminálů v Česku a na Slovensku a přes 150 dopravců, připravovalo se rozšíření do Bulharska a Maďarska. Na AMSBUS navazuje systém pro dispečerské řízení, který usnadňuje i nasazování posilových vozů. Od roku 2007 byla možnost rezervace spojů rozšířena o webové rozhraní e-jízdenka i další možnosti platby.
ČSAD SVT spolupracuje na propojení místenkového systému AMSBUS s celostátním informačním systémem o jízdních řádech, který je v současné době[kdy?] provozován na systému IDOS firmy CHAPS. Podílela se na aplikacích IDOSu pro samoobslužné informační stojany.
Později vyvinula ČSAD SVT i software pro prodej a rezervaci vstupenek. Původně byl dodán pro Bohemia Ticket International, později jej využívalo i Hudební divadlo v Karlíně a Státní opera Praha.
Clearingový systém CARDS EXCHANGE od ČSAD SVT Praha využívají dopravci Středočeského kraje (od 1. srpna 2004), dopravci skupiny ICOM transport (od 1. ledna 2005), Plzeňské městské dopravní podniky (od 1. června 2006, zúčtovací centrum Plzeňské karty), IDS Pardubického kraje a v pilotním projektu od roku 2008 Ústecký kraj. Se zaváděním byly spojena podpora legislativních změn a smluvních vztahů mezi účastníky systémů. Krajům a krajským úřadům poskytuje ČSAD SVT poradenskou činnost (studie, projekty) pro zavádění clearingových systémů a informačních systémů pro integrované dopravní systémy.
ČSAD SVT Praha se podílí s organizací ROPID a společnostmi APEX a CHAPS na vývoji systému CEDIS pro monitorování pohybu vozidel MHD a PID.
Web BUSportál budovala od roku 2001 původně ve spolupráci s ČESMAD, nyní[kdy?] jej provozuje samostatně. Původní záměr ČESMADu, aby jednou funkcí portálu bylo on-line zprostředkování nabídky a poptávky po zájezdové autobusové dopravě, nebyl nakonec naplněn.